# کودکستان جنگلی

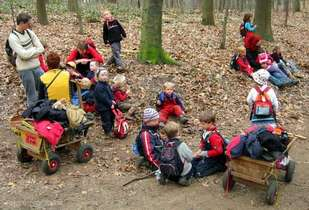
یک کودکستان جنگلی در دوسلدورف، آلمان

کودکستان جنگلی نوعی مرکز آموزش پیش دبستانی برای کودکان بین سنین سه و شش سال است که تقریباً به‌طور انحصاری در خارج از منزل ارائه می‌شود. تحت هر شرایط آب و هوایی، کودکان به بازی، کشف و یادگیری در جنگل یا محیط طبیعی تشویق می‌شوند. نظارت بزرگسالان به معنای کمک به جای هدایت است. این مهدکودک هم چنین تحت عنوان Waldkindergarten(واژه‌ای آلمانی) مهد کودکی در فضای باز، مهد کودک طبیعت یا پیش‌دبستانی طبیعت شناخته شده‌است.

## فعالیت‌ها
یک مهد کودک جنگلی می‌تواند به عنوان یک مهد کودک «بدون سقف یا دیوار» توصیف شود. کارکنان مهد کودک و کودکان وقت خود را در خارج از منزل، به‌طور معمول در یک جنگل سپری می‌کنند. یک ویژگی متمایز مهد کودک‌های جنگلی تأکید بر بازی با اسباب بازی‌هایی که از اشیاء یافت شده در طبیعت ساخته شده‌اند، به جای اسباب بازی‌های تجاری است. با وجود این تفاوت‌ها، مهد کودک جنگلی همان هدف اصلی مهد کودک‌های دیگر را دنبال می‌کند یعنی مراقبت، تحریک و آموزش کودکان.
مهد کودک‌های جنگلی با یکدیگر متفاوت هستند، تا حدودی به این دلیل که سازمان‌ها مستقل می‌باشند. اما فعالیت‌ها و اهداف معمول شامل:
| فعالیت                                                                 | مزایا                                                                                |
| ---------------------------------------------------------------------- | ------------------------------------------------------------------------------------ |
| بازی تخیلی با استفاده از منابع و ایده‌هایی که به ذهن خطور می‌کنند        | کمک به کودکان در پیگیری افکارشان بدون راهنمایی طراح اسباب بازی                       |
| نقش بازی کردن                                                          | اشتراک تجسم، نمایش، کار تیمی، تجدید خاطره مدل‌های رفتاری                              |
| ساخت پناهگاه و دیگر سازه‌های بزرگ از شاخه‌ها با کمک دیگر کودکان و والدین | مستلزم تعریف هدف، طرح ریزی، مهندسی، کار تیمی و پشتکار                                |
| شمارش اشیاء یا جستجوی طرح‌های ریاضی                                     | ریاضیات، درک دیداری                                                                  |
| بازی حافظه با استفاده از اشیاء طبیعی موجود                             | حافظه، نام‌گذاری اشیاء                                                                |
| گوش کردن به داستان و آواز خواندن                                       | هنر، درام و تمرکز                                                                    |
| ترتیب آیتم‌ها برای ایجاد یک تصویر یا ساخت یک اسباب بازی                 | هنر                                                                                  |
| ترسیم صحنه                                                             | هنر، خلاقیت، بررسی دقیق و کپی‌برداری                                                  |
| بالا رفتن از درختان و جستجو در جنگل                                    | بهبود نقاط قوت، تعادل و آگاهی فیزیکی                                                 |
| بازی قایم باشک با دیگران                                               | توسعه نظریه ذهن با پیش‌بینی دقیق افکار و اعمال دیگران                                 |
| قدم زدن                                                                | بهبود نقاط قوت و استقامت، آماده‌سازی (انتخاب مسیر)، بهبود طرح ریزی و مهارت‌های ارتباطی |
| تنهایی گشتن                                                            | کمک به خود آگاهی و توسعه شخصیت                                                       |
| استراحت                                                                |                                                                                      |

## مکان قرارگیری و سازمان
مهد کودک جنگلی به‌طور عمده در جنگل کار می‌کند، هر چند برخی از مکان‌های دیگر می‌توانند به همان اندازه الهام بخش باشند، برای مثال سواحل و مراتع. باید یک ساختمان وجود داشته باشد که سرپناهی در برابر شرایط آب و هوایی شدید برای کودکان باشد. همچنین ممکن است بخش کوچکی از هر روز در داخل سپری شود، که معمولاً به دلایل اداری و سازمانی است، نظیر ارائه یک محل شناخته شده که پدر و مادر می‌توانند فرزندان خود را تحویل دهند و تحویل بگیرند. اگر جنگل خیلی دور باشد، ممکن است یک وسیله نقلیه به سختی برای حمل و نقل استفاده شود.
کودکان تشویق به لباس پوشیدن با توجه به آب و هوا می‌شوند، با لباس‌های ضد آب و لایه‌های گرم، با توجه به شرایط آب و هوایی.
برخی از مدارس جنگلی کودکان سنین مختلف را کمتر به زمین‌های جنگلی می‌برند، و تمرکز قوی تری بر موضوعات زیست‌محیطی خود دارند. به عنوان مثال، راهبرد «جنگل برای یادگیری» کمیسیون جنگل داری بریتانیا دسترسی «منظم» را، برای مثال یک بار در هفته به مدت هشت هفته، پیشنهاد می‌کند.

## تاریخچه
در مناطق روستایی، و مناسبت‌های تاریخی، دسترسی به طبیعت مشکل نبوده‌است. در طول قرن گذشته، با افزایش شهرنشینی و «اختلال کمبود طبیعت»، تغییرات زیادی در آموزش و پرورش در فضای باز حاصل شده‌اند. در سال ۱۹۱۴، فعالان سیاسی سوسیالیست راشل و مارگارت مک میلان «مهد کودک در هوای آزاد» را راه‌اندازی کردند اما جز در مورد بهبود سلامت کودکان، با جزئیات کمی تعریف شده‌است.
در سوئد در سال ۱۹۵۷، یک عضو سابق ارتش، گوستا فروم، ایده "Skogsmulle" را مطرح کرد. "skog" در سوئدی به معنای جنگل است. "Mulle" یکی از چهار شخصیت داستانی است که آن را برای تدریس به کودکان در مورد طبیعت خلق کرد، همراه با "Laxe" نشانگر آب، "Fjällfina" نشانگر کوه‌ها و "نواً نشانگر طبیعت نیالوده. مدارس جنگلی بر اساس مدل فروم، به نام "I Ur och Skur" (مدارس باران یا درخشش) این ایده را از فعالیت‌های گاه به گاه به مهد کودک‌ها منتقل کردند، که توسط سیو لیند در سال ۱۹۸۵ مطرح شد. پژوهش ژولیت رابرتسون از Skogsmulle یک خلاصه با ارزش امروزی است.
همچنین در دهه ۱۹۵۰، الا فلاتاو مهد کودک جنگلی را در دانمارک راه‌اندازی کرد. این ایده به تدریج به عنوان یک نتیجه از صرف زمان اغلب با کودکان خود و همسایگان در جنگل نزدیک نمود یافت، یک شکل از مهد کودک که محبوبیت زیادی در میان والدین اهل محل دارد. والدین یک گروه را شکل دادند و از ابتکار عمل برای ایجاد اولین مهد کودک جنگلی استفاده کردند.
مهد کودک جنگلی در آلمان از سال ۱۹۶۸ وجود داشت اما برای اولین بار به‌طور رسمی به عنوان شکلی از مهد کودک در سال ۱۹۹۳ به رسمیت شناخته شد، که کاهش هزینه‌های مهد کودک را برای کودکان مهد کودک جنگلی به همراه داشت. از آن زمان، مهد کودک جنگلی به‌طور فزاینده‌ای محبوب شد. همان‌طور که از سال ۲۰۰۵ تاکنون، ۴۵۰ مهد کودک جنگلی در آلمان وجود دارند، که برخی با سپری کردن صبح در جنگل و بعد از ظهر در داخل، ترکیبی از مهد کودک جنگلی و مرکز مراقبت روزانه مرسوم می‌باشند.
در بریتانیا در سال ۲۰۰۵، یک آموزگار ابتدایی سوئدی، هلنا نیلسون، مهد کودک وایلد فلاورز را راه‌اندازی کرد که در آن کودکان پیش دبستانی هر روز صبح در طول سال در طبیعت به گردش می‌پردازند.
یک پرستار بچه به نام کتی بچ باغ سکرت را در اسکاتلند در سال ۲۰۰۸ با پشتیبانی بودجه مقامات و اهدا کنندگان خصوصی افتتاح کرد.
در سال ۲۰۰۸، اولین مهد کودک جنگلی در ایالات متحده، مدرسه طبیعت سدارسانگ، به وسیله ارین کنی و رابین راجرز تأسیس شد. این مفهوم از آن زمان به بعد به تدریج در سراسر ایالات متحده گسترش یافت.

## مزایا
این واقعیت که اکثر مهد کودک‌های جنگلی اسباب بازی‌های تجاری را فراهم نمی‌کنند که یک معنی از پیش تعریف شده یا هدف را به همراه دارند پشتیبان توسعه مهارت‌های زبانی است، همان‌طور که کودکان به‌طور شفاهی درک مشترکی از اشیاء کاربردی به عنوان اسباب بازی در زمینه بازی دارند. مهد کودک‌های جنگلی نیز به‌طور کلی نسبت به اتاق‌های بسته کم سر و صدا می‌باشند و سر و صدا به عنوان یک عامل در سطح فشار اعصاب کودکان و مسئولان مهد کودک نشان داده شده‌است.
صرفاً حفظ چشم‌انداز ویژگی‌های طبیعی، نظم و انضباط فردی را در دختران درون‌شهری بهبود می‌بخشد. بازدید از یک مدرسه جنگلی به‌طور معمول برای مدارس مطلوب است اگر چه هنوز هم این موضوع گسترده نشده‌است؛ هدف برخی از آن‌ها گذراندن یک روز از هفته در فضای بیرون است.
نشان داده شده‌است که بازی در فضای باز برای مدت طولانی تأثیر مثبتی بر رشد کودکان، به ویژه در زمینه تعادل و چابکی، همچنین مهارت دستی، هماهنگی بدنی، حساسیت لمسی و درک عمق دارد. با توجه به این مطالعات انجام شده، کودکانی که در مهد کودک جنگلی حضور می‌یابند آسیب دیدگی کمتری را به علت حوادث تجربه می‌کنند و کمتر احتمال دارد به خود صدمه بزنند. توانایی کودک برای ارزیابی خطرات بهبود می‌یابد به عنوان مثال در خصوص دست زدن به آتش و ابزار خطرناک. مطالعات دیگر نشان داده‌اند که صرف وقت در طبیعت توجه و پیش آگاهی پزشکی را در زنان بهبود می‌بخشد (تئوری توجه). بازی خارج از منزل تقویت‌کننده سیستم ایمنی بدن کودکان و مسئولان مهد کودک است.
هنگامی که کودکان از Waldkindergartensبه مدرسه ابتدایی وارد می‌شوند معلمان بهبود قابل توجهی را در خواندن، نوشتن، ریاضیات، تعاملات اجتماعی و بسیاری از حوزه‌های دیگر مشاهده می‌کنند. ممکن است پسران از نظر فکری نسبت به دختران توانایی کمتری در انجام تکالیف معمول مدرسه مانند خواندن و ریاضیات نشان دهند، بنابراین مهد کودک فارست در سال‌های اولیه توصیه می‌شود.
رولاند گرجس دریافته‌است که کودکانی که در مهد کودک فارست حضور داشتند، در مقایسه با کسانی که حضور نداشتند، در تمام زمینه‌های مهارت تست شده بالاتر از حد متوسط بودند. مزایا به شرح زیر می‌باشند:
| مهارت‌های بهبود یافته             |
| -------------------------------- |
| دانش و مهارت در موضوعات خاص      |
| خواندن                           |
| ریاضیات                          |
| مشارکت سازنده در یادگیری         |
| طرح پرسش و علاقه نسبت به یادگیری |
| انگیزه                           |
| ورزش                             |
| موسیقی                           |
| هنر و خلاقیت                     |
| رفتار اجتماعی مثبت               |
| مذهب                             |
| تمرکز                            |
| کنترل نگارش و ملزومات نقاشی      |

## انگیزه
والدین هلیکوپتری با رشد ترس در جامعه ریسک گریز امروزه به‌طور واضح تری شناخته شده‌است. در حالی که برخی از والدین فرزندان خود را در منزل نگه می‌دارند دیگران بازی در فضای باز و مهد کودک جنگلی را به عنوان راهی برای توسعه یک چشم‌انداز بالغ و سالم در زندگی، و همچنین مهارت‌های عملی و سلامت در نظر می‌گیرند. امید این است که انجام این کار در سنین پایین به منافع مادام العمر کودک منجر شود. این موضوع مطابق با مفاهیم فرزند داری آهسته, والدین تنبل(idle parent) و کودکان خودمختاراست.